# UFC Fight Night: Hunt vs. Nelson
UFC Fight Night: Hunt vs. Nelson è stato un evento di arti marziali miste tenuto dalla Ultimate Fighting Championship il 20 settembre 2014 al Saitama Super Arena di Saitama, Giappone.

## Retroscena
Questo è il terzo evento organizzato dalla UFC ad Saitama, dopo UFC 144: Edgar vs. Henderson del febbraio 2012 e UFC on Fuel TV: Silva vs. Stann del marzo 2013.
Tatsuya Kawajiri doveva affrontare Darren Elkins; tuttavia Kawajiri subì il distacco della retina e fu rimosso dalla card.
Chris Cariaso doveva inizialmente combattere contro Kyoji Horiguchi; successivamente venne spostato in un altro match contro il campione dei pesi mosca Demetrious Johnson per l'evento UFC 178. Horiguchi affrontò quindi Jon Delos Reyes.
Kyle Noke doveva affrontare Masanori Kanehara in questo evento. Noke, però, subì un infortunio al ginocchio e venne sostituito con Amir Sadollah.
Urijah Faber doveva vedersela contro Masanori Kanehara. Tuttavia, prima che l'evento venisse annunciato ufficialmente, Faber subì un infortunio e venne rimosso dalla card; al suo posto venne inserito Alex Caceres.
Al termine dell'evento Michinori Tanaka risultò positivo all'utilizzo di alcune sostanze vietate dal regolamento e venne di conseguenza sospeso per nove mesi.

## Risultati
|                  | Divisione          |                   |                 |                  | Metodo                                      | Round           | Tempo           | Premio          |
| Card principale  | Card principale    | Card principale   | Card principale | Card principale  | Card principale                             | Card principale | Card principale | Card principale |
| ---------------- | ------------------ | ----------------- | --------------- | ---------------- | ------------------------------------------- | --------------- | --------------- | --------------- |
|                  | Pesi Massimi       | Mark Hunt         | batte           | Roy Nelson       | KO (pugno)                                  | 2               | 3:00            | POTN            |
|                  | Pesi Leggeri       | Myles Jury        | batte           | Takanori Gomi    | KO Tecnico (pugni)                          | 1               | 1:32            |                 |
|                  | Pesi Welter        | Yoshihiro Akiyama | batte           | Amir Sadollah    | Decisione unanime (30-27, 30-27, 30-27)     | 3               | 5:00            |                 |
|                  | Pesi Gallo Femmine | Miesha Tate       | batte           | Rin Nakai        | Decisione unanime (29-28, 30-27, 30-27)     | 3               | 5:00            |                 |
|                  | Pesi Welter        | Kiichi Kunimoto   | batte           | Richard Walsh    | Decisione non unanime (29-28, 28-29, 29-28) | 3               | 5:00            |                 |
|                  | Pesi Mosca         | Kyoji Horiguchi   | batte           | Jon delos Reyes  | KO Tecnico (pugni)                          | 1               | 3:48            |                 |
|                  |                    |                   |                 |                  |                                             |                 |                 |                 |
| Card preliminare |                    |                   |                 |                  |                                             |                 |                 |                 |
|                  | Pesi Gallo         | Masanori Kanehara | batte           | Alex Caceres     | Decisione unanime (29-28, 29-28, 29-28)     | 3               | 5:00            |                 |
|                  | Pesi Piuma         | Katsunori Kikuno  | batte           | Sam Sicilia      | Sottomissione (rear-naked choke)            | 2               | 1:38            |                 |
|                  | Pesi Welter        | Lim Hyun-Gyu      | batte           | Takenori Sato    | KO Tecnico (gomitate)                       | 1               | 1:18            |                 |
|                  | Pesi Gallo         | Kang Kyung-Ho     | batte           | Michinori Tanaka | Decisione non unanime (29-28, 28-29, 29-28) | 3               | 5:00            | FOTN            |
|                  | Pesi Leggeri       | Johnny Case       | batte           | Kazuki Tokudome  | Sottomissione tecnica (ghigliottina)        | 2               | 2:34            | POTN            |
|                  | Pesi Piuma         | Maximo Blanco     | batte           | Dan Hooker       | Decisione unanime (29-28, 29-28, 29-28)     | 3               | 5:00            |                 |

## Premi
I lottatori premiati ricevettero un bonus di 50.000 dollari.
Legenda:
- FOTN: Fight of the Night (vengono premiati entrambi gli atleti per il miglior incontro dell'evento)
- POTN: Performance of the Night (viene premiato il vincitore per la migliore performance dell'evento)

## Incontri annullati
|  | Divisione   |                  |        |                   | Motivo                                    |
|  | ----------- | ---------------- | ------ | ----------------- | ----------------------------------------- |
|  | Pesi Piuma  | Tatsuya Kawajiri | contro | Darren Elkins     | Kawajiri ebbe un distacco delle retina    |
|  | Pesi Mosca  | Chris Cariaso    | contro | Kyoji Horiguchi   | Cariaso venne spostato all'evento UFC 178 |
|  | Pesi Welter | Kyle Noke        | contro | Yoshiro Akiyama   | Noke subì un infortunio al ginocchio      |
|  | Pesi Gallo  | Urijah Faber     | contro | Masanori Kanehara | Faber subì un infortunio                  |